# Hopman Cup 2023
Pour un article plus général, voir Hopman Cup.
La Hopman Cup 2023 est la 32e édition du tournoi de tennis Hopman Cup. Six équipes mixtes participent à la compétition qui se déroule selon les modalités dites du « round robin » : séparées en deux poules de trois équipes, les premières de chaque poule se disputent le titre en finale. Chaque confrontation entre deux pays comporte trois matchs : un simple dames, un simple messieurs et un double mixte souvent décisif.
Le tournoi se déroule à Nice, en France,.
La Croatie remporte la compétition pour la 2e fois de son histoire.

## Participants
| Équipe   | Joueurs                      | Résultat    |
| -------- | ---------------------------- | ----------- |
| Danemark | Clara Tauson Holger Rune     | RR (0V, 2D) |
| France   | Alizé Cornet Richard Gasquet | RR (1V, 1D) |
| Suisse   | Céline Naef Leandro Riedi    | Finale      |

| Équipe   | Joueurs                        | Résultat    |
| -------- | ------------------------------ | ----------- |
| Belgique | Elise Mertens David Goffin     | RR (1V, 1D) |
| Croatie  | Donna Vekić Borna Ćorić        | Victoire    |
| Espagne  | Rebeka Masarova Carlos Alcaraz | RR (0V, 2D) |

## Matchs de poule
L'équipe en tête de chaque poule est qualifiée pour la finale.

### Groupe 1

#### Classement
| Rang | Pays     | V - D | Matchs | Sets  | Jeux    |
| ---- | -------- | ----- | ------ | ----- | ------- |
| 1    | Suisse   | 2 - 0 | 4 - 2  | 9 - 5 | 62 - 53 |
| 2    | France   | 1 - 1 | 3 - 3  | 7 - 7 | 60 - 58 |
| 3    | Danemark | 0 - 2 | 2 - 4  | 4 - 8 | 53 - 64 |

#### Matchs détaillés
|  | Équipe 1 | Score | Équipe 2 |  |
|  | Danemark | 1 – 2 | Suisse   |  |

| Ordre des matchs | Joueurs                     | Points au premier set | Points au second set | Points au troisième set |
| ---------------- | --------------------------- | --------------------- | -------------------- | ----------------------- |
| 1                | Clara Tauson                | 6                     | 6                    |                         |
| 1                | Céline Naef                 | 2                     | 3                    |                         |
|                  |                             |                       |                      |                         |
| 2                | Holger Rune                 | 4                     | 3                    |                         |
| 2                | Leandro Riedi               | 6                     | 6                    |                         |
|                  |                             |                       |                      |                         |
| 3                | Clara Tauson - Holger Rune  | 3                     | 5                    |                         |
| 3                | Céline Naef - Leandro Riedi | 6                     | 7                    |                         |

|  | Équipe 1 | Score | Équipe 2 |  |
|  | Danemark | 1 – 2 | France   |  |

| Ordre des matchs | Joueurs                        | Points au premier set | Points au second set | Points au troisième set |
| ---------------- | ------------------------------ | --------------------- | -------------------- | ----------------------- |
| 1                | Clara Tauson                   | 7                     | 6                    |                         |
| 1                | Alizé Cornet                   | 62                    | 4                    |                         |
|                  |                                |                       |                      |                         |
| 2                | Holger Rune                    | 2                     | 3                    |                         |
| 2                | Richard Gasquet                | 6                     | 6                    |                         |
|                  |                                |                       |                      |                         |
| 3                | Clara Tauson - Holger Rune     | 4                     | 4                    |                         |
| 3                | Alizé Cornet - Richard Gasquet | 6                     | 6                    |                         |

|  | Équipe 1 | Score | Équipe 2 |  |
|  | Suisse   | 2 – 1 | France   |  |

| Ordre des matchs | Joueurs                        | Points au premier set | Points au second set | Points au troisième set |
| ---------------- | ------------------------------ | --------------------- | -------------------- | ----------------------- |
| 1                | Céline Naef                    | 6                     | 3                    | 8                       |
| 1                | Alizé Cornet                   | 1                     | 6                    | 10                      |
|                  |                                |                       |                      |                         |
| 2                | Leandro Riedi                  | 3                     | 6                    | 10                      |
| 2                | Richard Gasquet                | 6                     | 3                    | 8                       |
|                  |                                |                       |                      |                         |
| 3                | Céline Naef - Leandro Riedi    | 6                     | 7                    |                         |
| 3                | Alizé Cornet - Richard Gasquet | 4                     | 5                    |                         |

### Groupe 2

#### Classement
| Rang | Pays     | V - D | Matchs | Sets   | Jeux    |
| ---- | -------- | ----- | ------ | ------ | ------- |
| 1    | Croatie  | 2 - 0 | 4 - 2  | 9 - 7  | 54 - 59 |
| 2    | Belgique | 1 - 1 | 3 - 3  | 9 - 7  | 65 - 51 |
| 3    | Espagne  | 0 - 2 | 2 - 4  | 6 - 10 | 53 - 62 |

#### Matchs détaillés
|  | Équipe 1 | Score | Équipe 2 |  |
|  | Belgique | 1 – 2 | Croatie  |  |

| Ordre des matchs | Joueurs                      | Points au premier set | Points au second set | Points au troisième set |
| ---------------- | ---------------------------- | --------------------- | -------------------- | ----------------------- |
| 1                | Elise Mertens                | 6                     | 6                    |                         |
| 1                | Donna Vekić                  | 2                     | 2                    |                         |
|                  |                              |                       |                      |                         |
| 2                | David Goffin                 | 3                     | 6                    | 4                       |
| 2                | Borna Ćorić                  | 6                     | 2                    | 10                      |
|                  |                              |                       |                      |                         |
| 3                | Elise Mertens - David Goffin | 65                    | 6                    | 6                       |
| 3                | Donna Vekić - Borna Ćorić    | 7                     | 3                    | 10                      |

|  | Équipe 1 | Score | Équipe 2 |  |
|  | Belgique | 2 – 1 | Espagne  |  |

| Ordre des matchs | Joueurs                          | Points au premier set | Points au second set | Points au troisième set |
| ---------------- | -------------------------------- | --------------------- | -------------------- | ----------------------- |
| 1                | Elise Mertens                    | 7                     | 2                    | 10                      |
| 1                | Rebeka Masarova                  | 63                    | 6                    | 5                       |
|                  |                                  |                       |                      |                         |
| 2                | David Goffin                     | 6                     | 4                    | 8                       |
| 2                | Carlos Alcaraz                   | 4                     | 6                    | 10                      |
|                  |                                  |                       |                      |                         |
| 3                | Elise Mertens - David Goffin     | 6                     | 6                    |                         |
| 3                | Rebeka Masarova - Carlos Alcaraz | 3                     | 1                    |                         |

|  | Équipe 1 | Score | Équipe 2 |  |
|  | Croatie  | 2 – 1 | Espagne  |  |

| Ordre des matchs | Joueurs                          | Points au premier set | Points au second set | Points au troisième set |
| ---------------- | -------------------------------- | --------------------- | -------------------- | ----------------------- |
| 1                | Donna Vekić                      | 6                     | 6                    |                         |
| 1                | Rebeka Masarova                  | 2                     | 1                    |                         |
|                  |                                  |                       |                      |                         |
| 2                | Borna Ćorić                      | 3                     | 7                    | 5                       |
| 2                | Carlos Alcaraz                   | 6                     | 6                    | 10                      |
|                  |                                  |                       |                      |                         |
| 3                | Donna Vekić - Borna Ćorić        | 1                     | 6                    | 14                      |
| 3                | Rebeka Masarova - Carlos Alcaraz | 6                     | 4                    | 12                      |

## Finale
|  | Équipe 1 | Score | Équipe 2 |  |
|  | Suisse   | 0 – 2 | Croatie  |  |